# Thylane Blondeau
Thylane Léna-Rose Blondeau (Aix-en-Provence, Francia; 5 de abril de 2001) más conocida como Thylane Blondeau, es una modelo y actriz francesa. Es hija del exjugador de fútbol Patrick Blondeau y la diseñadora de moda Veronika Loubry. Tiene un hermano llamado Ayrton-Romeø Blondeau. A los 17 años, fundó su propia marca de ropa, Heaven May.

## Biografía
Thylane Lena-Rose Blondeau nació el 5 de abril de 2001. Cuando tenía nueve años, su aparición en Vogue inició un poco de controversia sobre su trabajo a una edad temprana en lo que tradicionalmente se considera como un rol adulto: su madre, la diseñadora de moda Veronika Loubry, reaccionó a la atención con el cierre de las cuentas de su hija en Facebook; desde entonces, Thylane ha sido modelo para la empresa Lacoste. Actualmente, Thylane reside en Aix-en-Provence, y se dedica a la moda y a la interpretación. Su primera película se llama Belle et Sébastien : l'aventure continue y se estrenó el 9 de diciembre de 2015.
El 5 de abril de 2017 (su 16º cumpleaños) se convirtió en embajadora internacional de la marca L'Oréal Paris, siendo la "L'Orealista" más joven. A su temprana edad, ya ha desfilado en Fashion Weeks para Dolce & Gabbana y L'Oréal.

## Filmografía
| Año  | Título                                   | Papel     | Director         | Notas         |
| ---- | ---------------------------------------- | --------- | ---------------- | ------------- |
| 2015 | Belle et Sébastien : l'aventure continue | Gabrielle | Christian Duguay |               |
| 2022 | The Loneliest Boy in the World           | Elgar     | Martin Owen      | Sin acreditar |
| 2022 | Helvellyn Edge                           |           | Joah Jordan      |               |